# 용의자 X의 헌신
《용의자 X의 헌신》(일본어: 容疑者Xの献身 요기샤엣쿠스노켄신[*])은 히가시노 게이고의 추리 소설이다.
물리학자 유카와 마나부가 주인공인 '용의자 X의 헌신 시리즈'가운데 탐정 갈릴레오, 예지몽에 이은 3번째 작품이다.
2008년에는 일본에서 영화로 제작, 개봉되었다. 대한민국에서도 2012년 《용의자 X》라는 영화로 리메이크되었다. 중국에서도 2017년 영화로 리메이크되었다.

## 줄거리
평범한 수학교사인 이시가미는 옆집의 야스코를 짝사랑한다. 그녀가 전 남편에 시달린 나머지 그녀의 딸과 공조하여 남편을 죽였다는 사실을 알아차린 이시가미는 그녀의 범행사실을 은폐하는 것을 도와준다. 냉철하고 논리적인 이시가미의 계획은 결점이 없어보였고 그 누구도 그와 야스코 모녀의 개연성을 알아차리지 못할 것이라 생각했지만, 그는 예전 동창이자 호적수인 천재 물리학자 유가와에게 한번도 보여준 적 없던 감정을 드러내보임으로써 치명적인 약점을 노출했다. 그 약점에 관심을 가진 유가와는 경시청과는 별개로 수사와 추리를 계속하고 마침내 결론에 다다른다. 유가와는 자신이 결론을 알아냈다는 것을 이시가미에게 밝히고 자신의 최후의 방법으로 이시가미는 자수를 한다. 유가와는 이시가미의 그런 헌신적인 사랑에 안타까워 하고 그의 계획이 뜻대로 맞아 떨어지지 않은 것에 대해서 가슴 아파한다.

## 등장 인물
- 이시가미 데츠야

고등학교의 수학 선생님이다. 유가와와는 같은 대학 동창이다. 옆 집에 사는 하나오카를 짝사랑 하고있다. 테이도 대학 교수들의 말을 인용하자면 "백년에 한번 나올까 말까 한 천재 수학자" 본래 대학을 졸업한 뒤 수학연구를 계속할 생각이었지만 부모님의 부양을 위해 고등학교 교사가 되었다.
- 하나오카 야스코

이시가미의 옆집에 사는 이웃이자 호스티스 경력의 미인. 도미가시와 이혼 후 도시락 가게에서 일하고 있으며 미사토와 단 둘이 살고 있다. 도미가시에게 시달리며 구노에게 호감을 느낀다.
- 하나오카 미사토

하나오카 야스코의 소중한 딸. 배드민턴부, 누구보다도 엄마를 사랑한다.
- 도미가시 신지 (한역소설 표현 / 영화에서는 '토가시 신지'라 불림)

하나오카 야스코의 전 남편. 전의 회사에서 횡령죄를 짓고 쫓겨났으며 야스코를 협박하며 돈을 타 쓰는 생활을 하고 있다.
- 유가와 마나부

테이도(帝都)대학 물리학부 13연구실 소속의 조교수이며 이시가미와는 같은 대학 동창이다. 천재 수학자인 이시가미의 호적수인 천재 물리학자. 탐정 갈릴레오, 예지몽에서도 이미 출연한 인물.
- 구사나기 슌페이

테이도(帝都)대학을 졸업한 유카와와 동창이자 친구. 대학시절 유가와 같은 배드민턴부였다. 경시청 형사라는 직책을 맡고 있다. 탐정 갈릴레오, 예지몽에서 이미 출연한 인물.

## 일본 영화
《용의자 X의 헌신》(일본어: 容疑者Xの献身 요기샤엣쿠스노켄신[*])은 2008년 추리 영화로, 히가시노 게이고의 동명의 소설 원작을 바탕으로 했다. 히가시노 게이고의 소설 《탐정 갈릴레오》, 《예지몽》을 바탕으로 한 2007년 후지 TV 드라마 갈릴레오의 영화화 작품이다.

### 개요
- 일본에서 2008년 10월 4일 개봉되었고,[2] 개봉 후 4주 동안 주말 흥행 수입 1위를 기록했으며,[3] 10주 동안 Top 10 안에 들며 장기 흥행했다.[4] 일본 내에서 약 49억 2000만 엔의 흥행 수입을 올려서, 그 해 일본의 영화 중에서 흥행 수입 3위를 기록했다.[1]
- 해외에서는 홍콩에서 같은 해 12월 24일에 개봉, 홍콩에서도 박스오피스 1위를 차지했다.[4] 이후 싱가포르에서 2009년 2월 26일, 대한민국에서 같은 해 4월 9일에 연이어 개봉하였다.

### 줄거리
살인 사건이 발생하고 경찰은 가장 유력한 용의자 하나오카 야스코의 알리바이에서 빈틈을 찾지 못하는데, 이로 인해 수사에 커다란 장애물이 생기게 된다. 형사 우쓰미 카오루는 물리학 교수 유가와 마나부를 찾아가게 되고, 유가와는 사건이 물리학과 아무런 관련이 없는 것을 알고는 처음에는 도움 주기를 거부한다. 하지만, 유가와의 대학 동창이자 천재 수학자인 이시가미 데쓰야를 만나게 되는데, 이시가미는 용의자의 바로 옆 집에 살고 있던 이웃이었다. 유가와는 이시가미가 용의자 하나오카를 짝사랑하게 되어서 그녀를 도와준 낌새를 눈치 챘다. 그리고 유가와는 슬프면서 놀라운 사실을 알게 되는데, 이시가미가 살인 사건을 한 번 더 일으켜서 알리바이를 조작한 것이다. 하지만 이시가미는 하나오카를 보호하기 위해서 자신이 살인했다며 경찰에 자백을 했고, 하나오카는 이시가미의 헌신을 유가와에게 듣고는 자신이 범행을 저질렀다고 자백한다. 하지만 이시가미는 계속해서 자신이 범행을 저질렀다고 주장한다.

### 등장 인물
- 후쿠야마 마사하루 - 유가와 마나부 역
- 시바사키 코우 - 우쓰미 카오루 역
- 기타무라 가즈키 - 구사나기 슌페이 역
- 마쓰유키 야스코 - 하나오카 야스코 역
- 쓰쓰미 신이치 - 이시가미 데쓰야 역
- 단칸 - 구도 구니아키 역
- 나가쓰카 케이시 - 토가이 신지 역
- 가나자와 미호 - 하나오카 미사토 역
- 와타나베 잇케이 - 구리바야시 히로미 역
- 시나가와 히로시 - 유게 시로 역
- 마야 미키 - 조노우치 사쿠라코 역

### 주제가
- KOH+ 〈사이아이(最愛)〉

## 중국 영화
《용의자X적 헌신》은 2017년 개봉한 중화인민공화국의 추리 영화다.

## 같이 보기
- 갈릴레오 (드라마)
- 한여름의 방정식